# Riksministeriet för de ockuperade östområdena

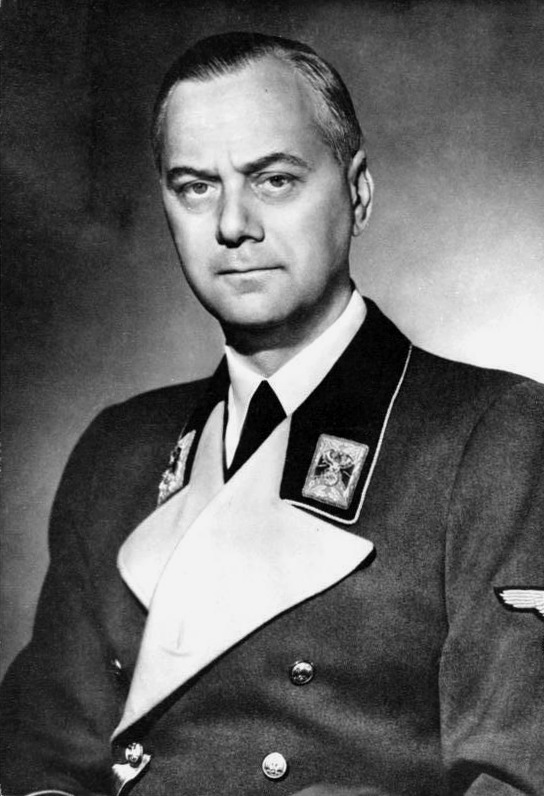
Alfred Rosenberg, riksminister för de ockuperade östområdena.

Riksministeriet för de ockuperade östområdena (tyska Das Reichsministerium für die besetzten Ostgebiete, förkortat RMfdbO, även benämnt Ostministerium) var en myndighet i Tredje riket, som administrerade och samordnade civilförvaltningen i det av Tyskland ockuperade Baltikum och Sovjetunionen. 

## Organisation
Riksminister var Alfred Rosenberg och Alfred Meyer var hans ställföreträdare. Myndigheten inrättades år 1941 och utgjorde central myndighet för Generalplan Ost.

## Tjänstebenämningar
| Riksministeriet                      | Rikskommissariaten      | Generalbezirke                  | Kreisgebiete         |
| ------------------------------------ | ----------------------- | ------------------------------- | -------------------- |
| Reichsminister                       | -                       | -                               | -                    |
| Vertreter des Ministers              | Reichskommissar         | -                               | -                    |
| -                                    | -                       | Generalkommissar                | -                    |
| Hauptabteilungsleiter im Ministerium | -                       | -                               | -                    |
| Ministerialdirektor                  | -                       | -                               | -                    |
| Ministerialdirigent                  | -                       | -                               | -                    |
| -                                    | -                       | Vertreter des Generalkommissars | -                    |
| Ministerialrat                       | Landesdirektor          | Bezirksdirektor                 | Hauptkommissar       |
| -                                    | Landesdirigent          | Bezirksdirigent                 | Gebietsdirigent      |
| Oberregierungsrat                    | Oberlandesrat           | Oberbezirksrat                  | Gebietsoberkommissar |
| Regierungsrat                        | Landesrat               | Bezirksrat                      | Gebietskommissar     |
| Regierungsassessor                   | -                       | Bezirksassessor                 | -                    |
| Amtsrat                              | Landsamtsrat            | Bezirksamtsrat                  | -                    |
| Regierungsamtmann                    | Landesamtmann           | Bezirksamtmann                  | Gebietsamtmann       |
| Regierungsoberinspektor              | Landesoberinspektor     | Bezirksoberinspektor            | Gebietsoberinspektor |
| Regierungsinspektor                  | Landesinspektor         | Bezirksinspektor                | Gebietsinspektor     |
| Regierungsobersekretär               | Landesobersekretär      | Bezirksobersekretär             | Gebietsobersekretär  |
| Regierungssekretär                   | Landessekretär          | Bezirkssekretär                 | Gebietssekretär      |
| Verwaltungsassistent                 | Landesassistent         | Bezirksassistent                | Gebietsassistent     |
| -                                    | Landesbetriebsassistent | Bezirksbetriebsassistent        | -                    |

Källa: